# Балгіцій
Балгіцій (або Болгіцій, Булшиці) ― хозарський архонт Боспора.
Коли близько 700 року у Візантії стало відомо про зближення Юстиніана II з хозарським каганом, Тиберій 3 відправив до кагану посольство з проханням видати ворога живим чи мертвим із обіцянкою щедрої винагороди за цю послугу. Каган не повівся на обіцянки візантійців і під виглядом варти оточив Юстиніана хазарськими воїнами. Особистому представнику кагана Папацію та правителю Боспора Болгіцію було наказано вбити Юстиніана II за першої нагоди. Але його дружина Феодора Хозарська, сама хозарка, попередила його, і він, запросивши до себе Папація і правителя Боспора, наказав задушити їх, а потім, відіславши дружину до її брата, з декількома наближеними біг на рибальському судні з Хозарії до Болгарського царства.
Радянський археолог Михайло Артамонов вважає, що титул "булшиці" у формі "балгіцій" відомий за візантійськими творами і, мабуть, означає болгарського князя, главу прикубанських або чорних булгар, які ще в VII столітті були покорені хозарами, але зберігали свою племінну самостійність.
У 941 році, коли руси на чолі з Олегом Віщим напали на Самкерц і знайшли в ньому гарну здобич, Песах - хозарський правитель області, що включала Керченську протоку, що носив титул "булшиці", не знайшовши російських дружин, напав на володіння Візантії у Криму. Песах узяв три візантійські міста і обложив Херсонес. Потім він пішов проти Олега Віщого, розбив його армію і змусив русів виступити у боротьбі проти Константинополя.